# Montmorillon

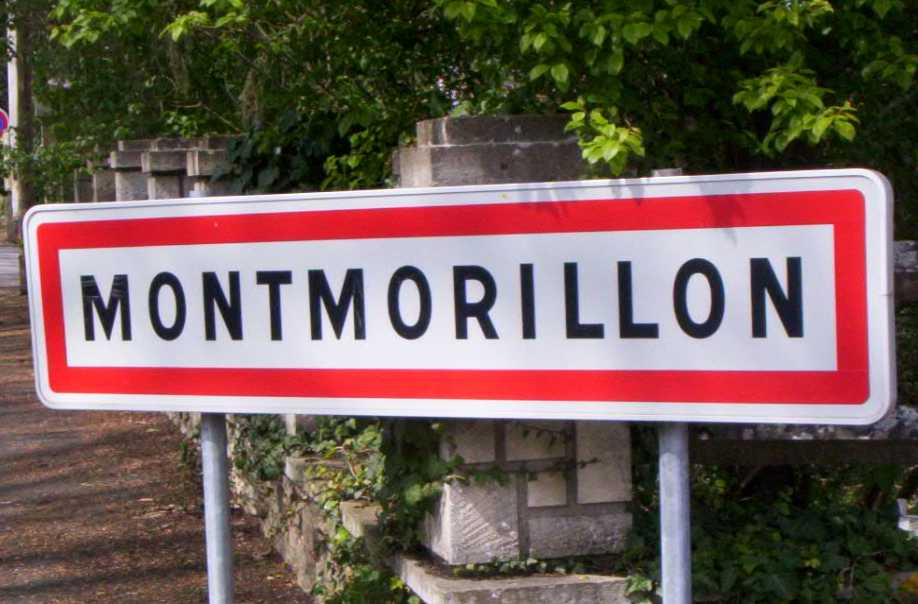
Panneau d'entrée de Montmorillon

Montmorillon là một xã, tọa lạc ở tỉnh Vienne trong vùng Nouvelle-Aquitaine, Pháp. Xã này có diện tích 57 km², dân số năm 2014 là 6155 người. Xã nằm ở khu vực có độ cao trung bình 105 m trên mực nước biển.
Dân địa phương danh xưng tiếng Pháp là Montmorillonnais.